# DNEG
DNEG (ранее известная как Double Negative) — британская компания, специализирующаяся в области визуальных эффектов, компьютерной анимации и стерео преобразования, основанная в 1998 году в Лондоне.
Компания получила четыре премии Оскар за работу над фильмами «Начало», «Интерстеллар», «Из машины» и «Бегущий по лезвию 2049». Кроме того, DNEG получил награды BAFTA за Начало , Гарри Поттер и Дары смерти — часть 2, Интерстеллар, Бегущий по лезвию 2049 и эпизод Черного зеркала «Metalhead», и награду Visual Effects Society за свою работу над такими фильмами как Темный Рыцарь: Возрождение легенды, Шерлок Холмс , Начало, Интерстеллар, Дюнкерк и Бегущий по лезвию 2049.

## История

### Основание
Double Negative впервые открыл свои двери в 1998 году в Лондоне. Основанная небольшой группой профессионалов отрасли, включая Питера Чанга (Старший руководитель VFX), Мэтта Холбена (Joint MD), Алекса Хоупа (Joint MD) и Пола Франклина (Старший руководитель VFX), Double Negative выросла из небольшой команды в Лондоне до почти 5000 сотрудников по всему миру.